# Szendrőlád
Szendrőlád é um município da Hungria, situado no condado de Borsod-Abaúj-Zemplén. Tem 17,7 km² de área e sua população em 2015 foi estimada em 2.059 habitantes.